# I Liceum Ogólnokształcące im. Marii Konopnickiej w Suwałkach

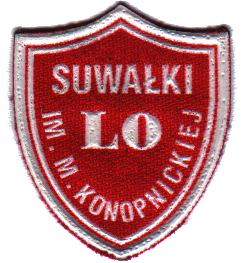
Tarcza szkolna

I Liceum Ogólnokształcące z Oddziałami Dwujęzycznymi im. Marii Konopnickiej w Suwałkach – suwalska szkoła ponadpodstawowa; dawniej gimnazjum, a obecnie liceum ogólnokształcące. Najstarsza działająca szkoła ponadpodstawowa w mieście i jedna z najstarszych szkół średnich w Polsce.

## Historia szkoły
W październiku 1835 r. z przekształcenia Szkoły Obwodowej w Sejnach powstaje Gimnazjum Sejneńskie. Po dokładnie czterech latach, tj. w październiku 1839, szkoła przeniesiona zostaje do Suwałk i w następnym roku otrzymuje tytuł Gimnazjum Gubernialnego. W lipcu 1843 roku zostaje położony kamień węgielny pod budowę gmachu projektu Antonia Corazziego. Do nowego budynku szkoła przenosi się w sierpniu 1846. Do sierpnia 1866 szkoła działa jako Gimnazjum Męskie – właśnie wtedy utworzone zostało bliźniacze Gimnazjum Żeńskie. Miesiąc luty w roku 1905 zaowocował strajkiem uczniów Gimnazjum Męskiego – żądali oni usunięcia nauczycieli rusyfikatorów i wprowadzenia nauczania języka polskiego. Konsekwencją tych wydarzeń była konspiracyjna działalność niepodległościowa uczniów obu gimnazjów, którzy w latach 1909–1914 wydawali pismo Przedświt. W roku 1919 Tymczasowa Rada Obywatelska Okręgu Suwalskiego wznawia działalność szkoły, która została przerwana na czas I wojny światowej. Utworzone zostaje gimnazjum koedukacyjne, które jednak ponownie podzielone zostaje na dwie oddzielne placówki – Gimnazjum Żeńskie im. Marii Konopnickiej (dyrektorem zostaje Julian Herdin) i Gimnazjum Męskie im. Karola Brzostowskiego (pod dyrekcją Henryka Tarłowskiego). Do listopada 1925 dyrektorem Państwowego Gimnazjum im. K. Brzostowskiego był Jan Firewicz. Od kwietnia 1926 do października 1938 stanowisko dyrektorskie Gimnazjum Żeńskiego piastuje Maria Ropelewska, zaś od lutego 1927 do wybuchu II wojny światowej dyrektorem Gimnazjum Męskiego jest Wincenty Burakiewicz. We wrześniu 1936 przy poparciu dyrektorów obu placówek odbywa się zjazd absolwentów suwalskich szkół średnich. W związku z reformą oświaty z 1932 r., szkoły w 1938 roku zmieniają nazwy na: „Państwowe Liceum i Gimnazjum im. Marii Konopnickiej” oraz „Państwowe Liceum i Gimnazjum im. Karola Brzostowskiego”.
Na czas wojny szkoła została zamknięta, zaś profesorowie zostali aresztowani przez Wehrmacht. Kiedy Suwałki w dniu 23 listopada 1944 zostały wyzwolone spod okupacji niemieckiej, szkoła w niedługim czasie wznowiła działalność, tym razem jako placówka koedukacyjna. Po roku 1948 w związku ze zmianami w szkolnictwie wprowadzanymi przez władze ludowe szkoła przemianowana została na liceum ogólnokształcące. W czerwcu 1957 odbył się pierwszy po wojnie zjazd absolwentów, podczas którego odsłonięto pamiątkową tablicę poświęconą poległym profesorom i uczniom. W październiku tego samego roku koedukacyjnemu liceum nadano imię Marii Konopnickiej, a Rota staje się jego hymnem. W październiku 1959 r. Komitet Rodzicielski i mieszkańcy Suwalszczyzny związani duchowo ze szkołą ufundowali sztandar. Liceum uhonorowano również Medalem Tysiąclecia Państwa Polskiego, w związku z obchodami rocznicowymi w 1966 roku. Grudzień 1973 jest miesiącem, w którym szkoła ponownie otrzymuje odznaczenie – Medal Komisji Edukacji Narodowej.
Od października 1990 do września 1994 trwa kapitalny remont budynku liceum, w związku z czym zajęcia odbywają się w byłym gmachu PZPR na ulicy Noniewicza. We wrześniu 2001 oddana została nowa część szkoły z nowoczesnymi salami wykładowymi, połączona ze starym gmachem łącznikiem. 20 marca 2006 do użytku oddana została nowoczesna hala sportowa, mieszcząca się na tyłach szkoły. Otwarcie obiektu uczczone zostało meczem towarzyskim reprezentacji Polski i Holandii w futsalu.

### Biblioteka
Biblioteka I Liceum Ogólnokształcącego w Suwałkach jest największą biblioteką szkolną w województwie podlaskim. W jej księgozbiorze znajduje się 40 tysięcy woluminów, zbieranych od początków szkoły w XIX wieku.

## Charakterystyka szkoły
W roku 2003 za ogrom pracy dydaktycznej i wychowawczej liceum otrzymało wyróżnienie „Zasłużony dla Miasta Suwałk”, zaś prezydent miasta w roku 2006 wręczył nagrodę „Włócznia Jaćwingów” w kategorii „wydarzenie oświatowe”.

### Ogólnopolski Konkurs Jednego Wiersza
Redakcja Licealisty od 1993 roku organizuje Ogólnopolski Konkurs Jednego Wiersza, którego pomysłodawcą jest opiekun gazety – Marian Malinowski. W konkursie mogą brać udział osoby będące zarówno uczniami szkół średnich, jak i ci, którzy edukację mają już za sobą. Aby wziąć w nim udział, wystarczy przesłać na adres szkoły nigdzie dotąd nie publikowany wiersz opatrzony godłem (symbolem słownym) autora. W każdą ostatnią sobotę maja odbywa się Koncert Laureatów, na który zapraszani są finaliści. Podczas uroczystości uczniowie szkoły recytują wiersze zwycięzców, przeplatają deklamacje występami muzycznymi, a kapituła wręcza laureatom nagrody książkowe i egzemplarze specjalnego wydania Licealisty zawierającego wszystkie wyróżnione utwory.
Aktor Paweł Małaszyński, wówczas białostocki licealista, w roku 1995 wziął udział w Ogólnopolskim Konkursie Jednego Wiersza. Zajął wtedy 6. miejsce.

## Absolwenci
Absolwentami suwalskiego gimnazjum i liceum byli m.in.:
- Oskar Awejde – powstaniec styczniowy, prawnik
- Cezary Cieślukowski – były wojewoda suwalski
- Płk dr inż. Mariusz Chmielewski - Zastępca Dowódcy Komponentu Wojsk Obrony Cyberprzestrzeni[14]
- Rudolf Dzipanov – generał brygady LWP
- Wiesław Fałtynowicz – profesor zwyczajny, lichenolog
- Zygmunt Filipowicz – działacz kulturalny, muzealnik, wieloletni dyrektor Muzeum Okręgowego w Suwałkach
- Adam Koc – poseł BBWR
- Leon Koc – pułkownik Wojska Polskiego, brat Adama
- Tadeusz Komar – poeta
- Kazimierz Kulwieć – biolog
- Michalina Łabacz – polska aktorka
- Andrzej Miłosz  – dziennikarz, publicysta, tłumacz, reżyser filmów dokumentalnych, brat Czesława
- Marian Muszkat – sędzia wojskowy
- Teofil Noniewicz – lekarz, działacz społeczny
- Mirosław Pietrewicz – były minister, członek Rady Polityki Pieniężnej
- Aleksandra Piłsudska – działaczka PPS, żona Józefa Piłsudskiego
- Michał Połuboczek - poseł na Sejm,
- Aleksander Putra – działacz społeczny, komendant suwalskiego okręgu POW
- Walery Roman – prawnik, działacz społeczny
- Edward Szczepanik – ostatni premier Rządu Polskiego na Uchodźstwie